# Marcipa kasai
Marcipa kasai är en fjärilsart som beskrevs av Jean Pelletier 1978. Marcipa kasai ingår i släktet Marcipa och familjen nattflyn. Inga underarter finns listade i Catalogue of Life.